# Rickenbacker

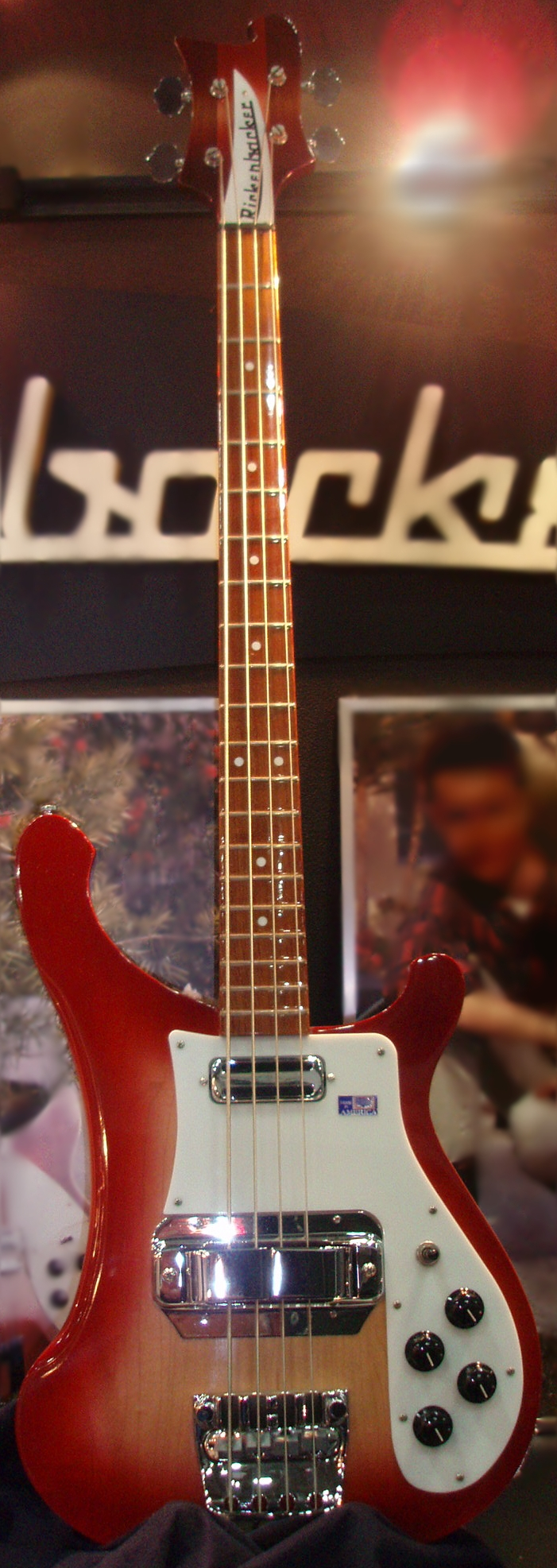
Basse Rickenbacker 4001C64S

Rickenbacker est un fabricant américain de basses, de guitares acoustiques et électriques. La société est basée à Santa Ana, en Californie, où sont produits tous les instruments. Réputé pour la qualité et le prix de ces derniers, Rickenbacker est le principal fabricant de guitares aux États-Unis en volume, Fender, Gibson et les autres grandes marques américaines ayant délocalisé l'essentiel de leur production à l'étranger. L'impossibilité de s'étendre localement en raison des tarifs de l'immobilier entraîne des délais de livraison assez longs (au moins un an), mais le côté artisanal qu'a voulu conserver la firme permet de présenter des instruments à la qualité et au soin de fabrication comparables à ceux d'un luthier.

## Fondation

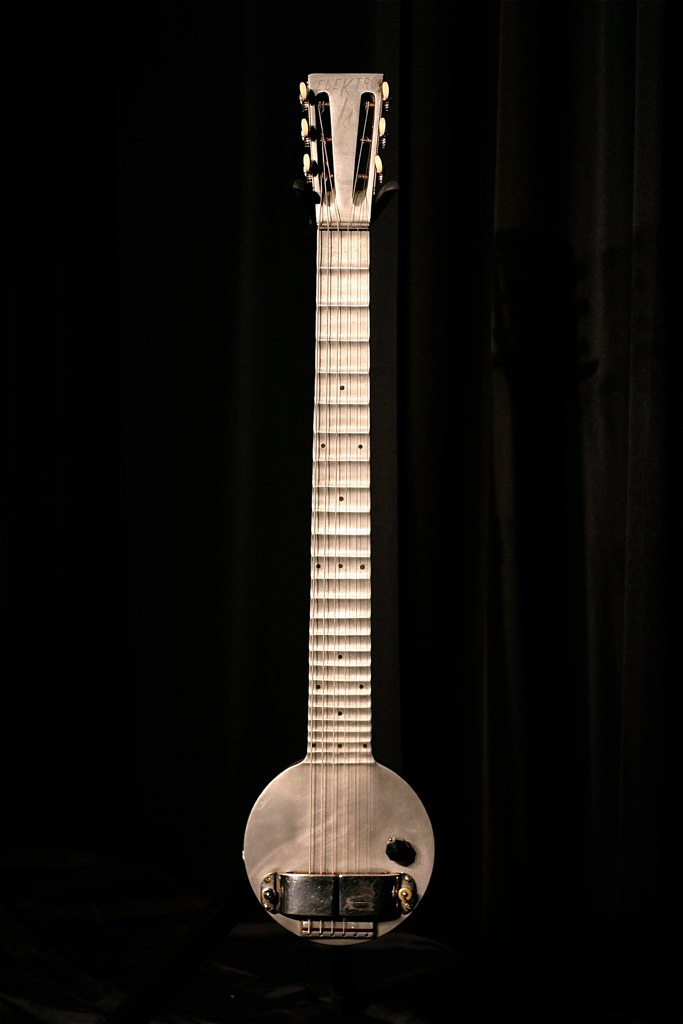
Rickenbacker « Frying pan ».

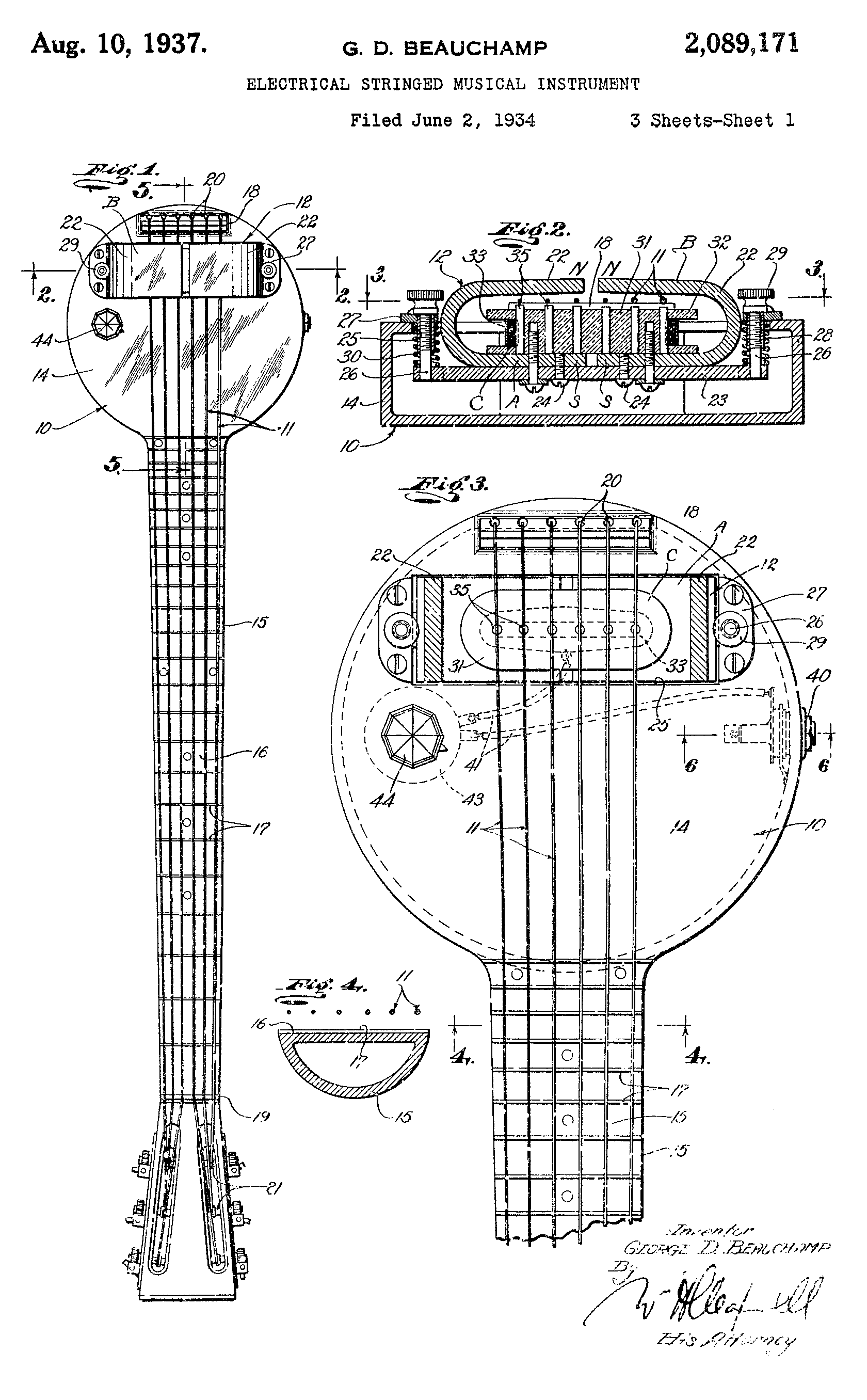
Esquisse de la guitare Rickenbacker « Frying pan » lap steel pour la demande de brevet en 1934

La société est fondée en 1931 sous le nom de Ro-Pat-In company avant d'être rebaptisée Electro String Instrument Corporation par Adolph Rickenbacher et George Beauchamp ; elle produit des guitares hawaïennes conçues par George D. Beauchamp. Ces instruments, surnommés « poêles à frire » (« frying pan ») à cause de leur long manche et de leur corps rond, sont les premières guitares électriques à corps plein utilisant des micros électro-magnétiques, bien qu'il s'agisse de guitares hawaïennes ou lap steel que l'on joue à plat sur les genoux. Les premières guitares prennent le nom d'Electro Rickenbacker puis de Rickenbacker tout court. Les aimants des micros en forme de fer à cheval entourent les cordes afin d'optimiser le flux magnétique, disposition peu pratique vouée à disparaître avec l'apparition des aimants de type Alnico permettant la fabrication de micros beaucoup plus compacts.

## Débuts
Adolph Rickenbacher est un ingénieur d'origine suisse qui « américanisera » son nom en « Rickenbacker », peut-être pour profiter de la renommée de son cousin Edward Vernon Rickenbacker, pilote américain de la Première Guerre mondiale. Il continue à se spécialiser dans les lap steel jusque durant les années 1950, avec tout de même des modèles arch-top électriques à table bombée, comme la Ken Roberts, la SP et la S-59. Les débuts de la société sont laborieux, les ventes peinant à décoller : la crise de 1929 avait en effet laissé de nombreux musiciens désargentés. Beauchamp quitte la société en 1940, non sans avoir obtenu en 1937 un brevet pour son micro en fer à cheval. Comme la plupart des autres fabricants d'instruments, Rickenbacker cesse sa production entre 1942 et 1946 en raison de la Seconde Guerre mondiale. La compagnie qui avait repris sa production de lap steel et de guitares dites « spanish » est cédée avec le nom et le brevet du micro en 1953 à FC Hall, alors propriétaire de Radio Tel, distributeur des composants électroniques. Il est aussi et surtout l'un des premiers distributeurs de Fender, ce qui l'avait amené à saisir tout le potentiel de ce nouveau marché, et il profite de l'essor du rock 'n' roll pour diversifier la société dans le secteur des guitares acoustiques et électriques, Paul Barth créant les modèles Combo 600 et Combo 800.

## Roger Rossmeisl
Fils de Wenzel Rossmeisl, luthier réputé de guitares acoustiques et semi-acoustiques, Roger Rossmeisl entreprend des études brillantes de lutherie à Mittenwald et travaille avec son père jusqu'en 1952. En 1953, il émigre aux États-Unis où il entre chez Gibson pour une courte période, puis chez Rickenbacker où il impressionne autant par sa forte personnalité que par sa capacité à dessiner de nouveaux modèles et à travailler lui-même le bois. Sous son impulsion : 
- En 1956, Rickenbacker lance deux instruments équipés d'un manche traversant le corps, une caractéristique qui deviendra standard sur les modèles solid body de la firme, la guitare Combo 400 et la basse 4000 ;
- En 1957, Rickenbacker lance la série Capri, dont les guitares semi-acoustiques à double échancrure qui constitueront la série 300 ;
- Les tables de la série F (Thin Full Body Series, 345F, 360F, etc.), demi-caisses à simple découpe, sont incurvées vers l'intérieur près du bord, ce qui est appelé German carve chez Rickenbacker, et la 381 conserve encore aujourd'hui cette forme ;
- La Combo 400 évolue vers la « cresting wave » de la 425 et de la série 600.

C'est donc après avoir créé tous les modèles classiques de la marque que Roger Rossmeisl la quitte en 1962 pour aller chez Fender où il dessinera les guitares acoustiques, la demi-caisse Coronado et la  Telecaster Thinline.
Juste après son départ, en 1963, la société conçoit une guitare à douze cordes électrique, la 360/12, équipée d'une tête de taille standard au design innovant où une mécanique sur deux est montée à angle droit pour que toutes puissent y tenir. Cela permet de limiter l'effet de levier sur le manche et donc de mieux équilibrer la guitare, mais aussi de réaliser des économies d'échelle puisque les manches bruts peuvent aussi bien être finis en tant que 6 ou 12 cordes.

## Spécificités des Rickenbacker
Les guitares dites « de luxe », actuellement 360, 370, 620, 660 et 4003, sont équipées pour être branchées sur une unité Rick-O-Sound (un boîtier à deux sorties mono) via un jack stéréo qui permet aux deux (ou trois) micros de passer par différents amplificateurs et/ou modules d'effet.
La plupart des Rickenbacker comportent un double truss rod pour corriger un éventuel vrillage du manche en plus de régler sa courbure.
La touche en palissandre est vernie, ce qui n'est habituellement le cas que sur les touches en érable comme celles des Fender.
Les manches des 12 cordes ont la même largeur que ceux des 6 cordes et celles des fondamentales y sont montées au-dessus de celles des octaves, à l'inverse d'une 12 cordes traditionnelle.
Les guitares Rickenbacker sont célèbres pour leurs sonorités carillonnantes. Elles sont naturellement riches en aiguës et, à l'inverse de beaucoup de guitares rock, souvent jouées en son clair, sans distorsion. Leur corps et leur manche sont en érable, bois qui permet à la note une attaque claire et puissante, ainsi qu'un bon niveau de sortie des harmoniques. Ces caractéristiques sonores en ont fait les instruments favoris des groupes de jangle pop, power pop à la suite de la British Invasion dans les années 1960. Bien qu'il y ait eu des exceptions, la plupart des groupes de hard rock, de metal et de punk délaissent les guitares Rickenbacker pour leur relative inadaptation aux sons sales et/ou distordus ; les basses Rickenbacker, à l'inverse, ont toujours été fréquemment employées dans tous les styles de musique électrique, hormis le jazz.

### Guitares

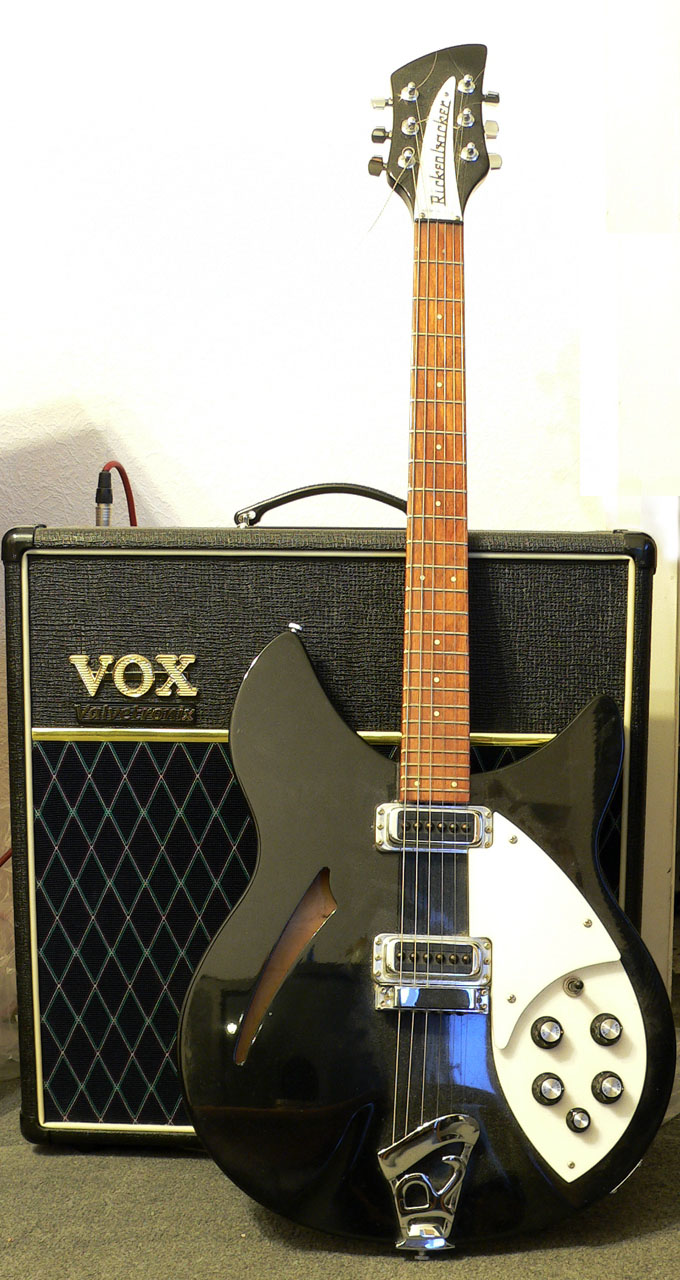
Rickenbacker 330.

En 1960, à Hambourg, John Lennon, alors inconnu, voit jouer Toots Thielemans avec une Rickenbacker et achète une 325 Capri, qu'il utilisera durant les débuts des Beatles après y avoir ajouté un vibrato Bigsby. En 1963, George Harrison acquiert une 425 aux États-Unis. Rickenbacker lui offre le deuxième exemplaire assemblé de la toute nouvelle 360/12. Cet instrument deviendra un composant primordial du son des Beatles sur les albums A Hard Day's Night  et Help! et sera utilisé par Harrison jusqu’à sa mort.
Les Rickenbacker sont vite adoptées par les musiciens en vue des années 1960, notamment Roger McGuinn des Byrds et Pete Townshend des Who, mais tombent en désuétude au début des années 1970, bien que les basses Rickenbacker restent populaires. Les guitares connaissent un nouvel essor à la fin des années 1970 et pendant les années 1980 comme instruments de prédilection des groupes new wave et de jangle pop. Elles continuent d'être populaires à ce jour. Parmi les utilisateurs récents de guitares Rickenbacker, on trouve Tom Petty, Paul Weller de The Jam, The Edge de U2, Peter Buck de R.E.M., Noel Gallagher d'Oasis, Johnny Marr des Smiths, Laura Jane Grace de Against Me!, Lloyd Cole, Thom Yorke et Ed O'Brien de Radiohead, Pete Doherty et Carl Barat des Libertines, Jack White de The White Stripes, Jeff Buckley, -M- ou Sergio Pizzorno de Kasabian, Gem Archer de Beady Eye, Guy Picciotto de Fugazi.

### Basses

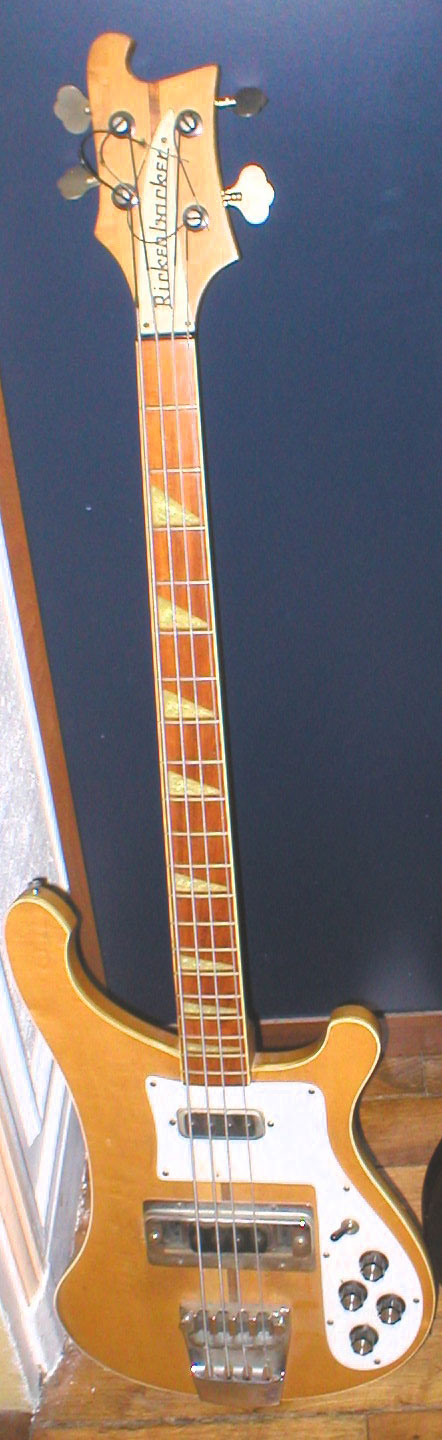
Le modèle Rickenbacker 4001

La 4000 du début ne possède qu'un micro chevalet. Elle est rapidement suivie par la 4001 en 1961, et par la 4001S (la basse popularisée par Paul McCartney, entre autres). La 4001 présente l'avantage de posséder deux sorties, ce qui permet une grande variété de sons pour l'époque (micro manche sur un ampli, chevalet sur un autre). La 4001S est le modèle simplifié (d'où le « S ») de la 4001. Au départ destinée à l'export, la 4001S ne possède pas de filets autour du corps ni du manche, et les repères sur la touche sont des points ronds au lieu d'inserts triangulaires en nacre. Ces basses ne sont plus produites mais la 4001 et la 4001S bénéficient d'une forte cote sur le marché de l'occasion. Après la 4002 qui ne sort qu'à une centaine d'exemplaires en 1977, vient la 4003, toujours stéréo, modernisée au niveau du double truss rod du manche pour en simplifier le réglage, un changement commun à toute la gamme des instruments de la marque vers 1984. Elle subit également la suppression d'un condensateur pour obtenir un rendu avec plus de grave sur le micro aigu. Ce modèle est aujourd'hui proposé avec les deux possibilités via un bouton push-pull : avec le condensateur d'origine qui atténue fortement les fréquences basses et sans condensateur pour un son plus « moderne ». La 4004, moins célèbre, reprend la forme générale des 4000/1/3 et présente une sonorité typique de la marque malgré les micros double bobinage. Une version limitée, la 4004LK, est conçue selon les spécifications de Lemmy Kilmister. La très rare 4005 est une demi-caisse dérivée de la 360. Enfin, le modèle 4008 correspond à une déclinaison à 8 cordes (4 cordes doublées à l'octave) de la 4001/4003.
Les basses Rickenbacker ont une sonorité distinctive, due en grande partie au manche traversant le corps (sur la série 4000), ce qui accroit la rigidité et donc le sustain. La série 3000, fabriquée jusqu'au milieu des années 1980, était une version bas de gamme avec un manche vissé traditionnel.

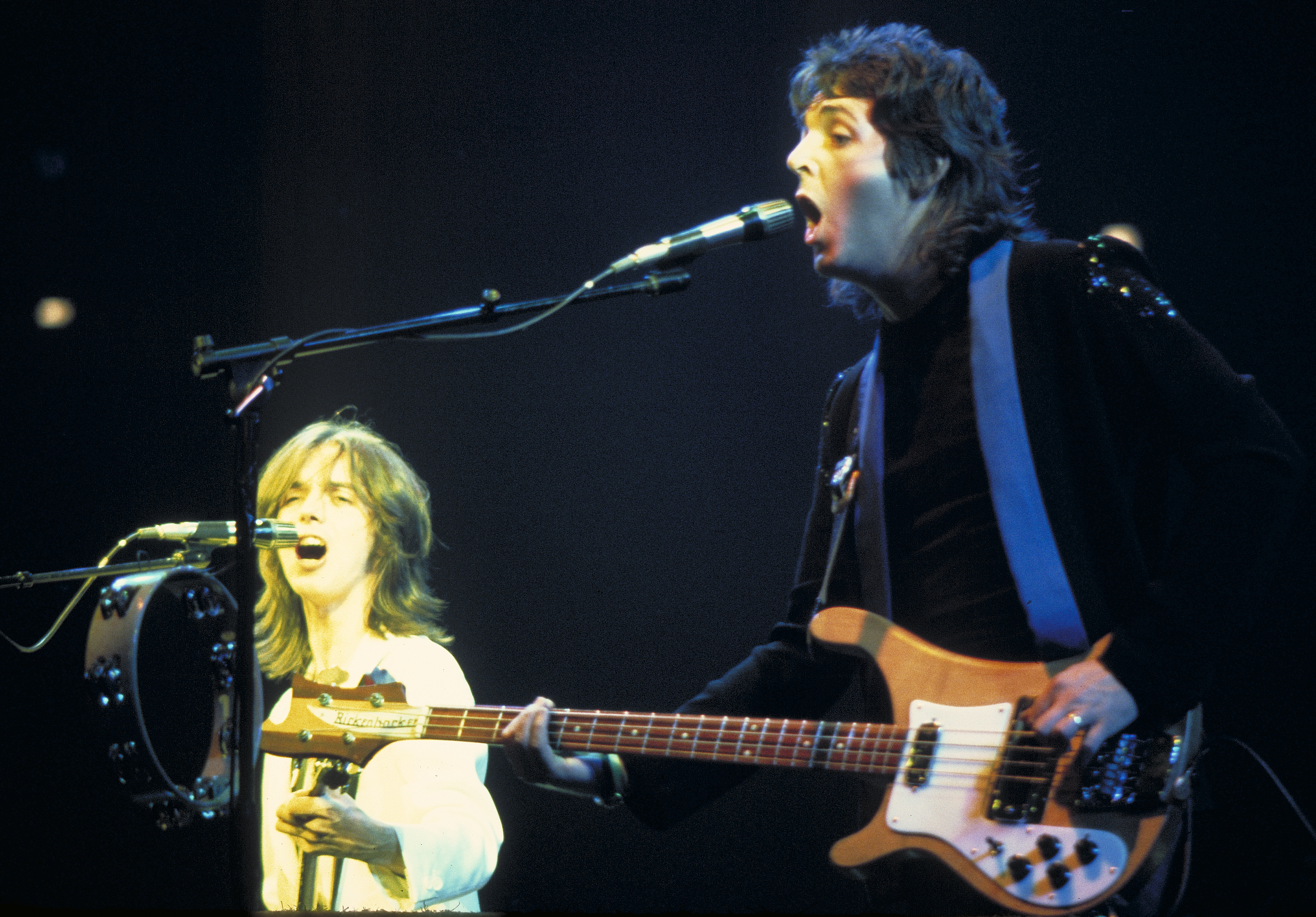
Paul McCartney avec une Rickencbacker 4001, pendant la tournée 1976 de Wings.

Deux des premiers et plus influents utilisateurs de basses Rickenbacker sont Paul McCartney des Beatles et Peter Quaife des Kinks. Après sa Höfner violon, McCartney utilise un modèle 4001S tout d'abord occasionnellement pour l'album de décembre 1965 Rubber Soul avec des chansons comme Nowhere Man ou encore Think for Yourself, où il utilise même une pédale de fuzz avec cette basse. Sur les albums Revolver (1966) et Sgt. Pepper's Lonely Hearts Club Band (1967), l'utilisation de la Rickenbacker 4001S devient évidente pour McCartney. Il l'utilise pendant toute la période du groupe Wings jusqu'en 1984. Il y revient régulièrement en tournée jusqu'à aujourd'hui (2020).
Les basses Rickenbacker sont emblématiques du rock progressif et du heavy metal des années 1970. Roger Waters de Pink Floyd, Chris Squire de Yes, Mike Rutherford de Genesis, Daniel Haas de Ange, Geddy Lee de Rush, Graham Gouldman de 10cc, Roger Glover de Deep Purple, Geezer Butler de Black Sabbath font alors partie des ambassadeurs de la marque, qui convaincra jusqu’à Cliff Burton de Metallica.
Moins visible après l'explosion punk et new wave de la fin des années 1970 et du début des années 1980, malgré quelques utilisateurs comme Bruce Foxton de The Jam (qui utilise une imitation sur le premier album du groupe, sorti en 1977 et une 4001 par la suite), Lemmy Kilmister de Motörhead, ou encore Simon Gallup de The Cure lors du  Pornography Tour de 1982 (visible aussi sur le DVD Trilogy (2003)), Rickenbacker véhicule alors l'image mods des années 1960 grâce notamment à leur utilisation par Pete Townshend. Paul Simonon de The Clash utilisera une Rickenbacker noire offerte par Patti Smith.
La vague des groupes émulant le rock britannique et américain des années 2000, comme Franz Ferdinand, Death From Above 1979, The Bravery ou bien même Muse, a ramené les basses Rickenbacker sur le devant de la scène.

### Modèles célèbres
Parmi les modèles les plus populaires de Rickenbacker :
- 325 : demi-caisse avec ou sans ouïes, manche 3/4, à laquelle John Lennon ajouta un vibrato Bigsby ;
- 330 : guitare demi-caisse six-cordes, popularisée par Pete Townshend et Paul Weller ;
- 360 : version luxe de la 330 avec sortie stéréo, dont la forme du corps s'arrondit en 1964 ;
- 360/12 : « la guitare électrique 12-cordes la plus connue au monde », dixit le site de Rickenbacker[3] ; célébrée dans les années 1960 par George Harrison et Roger McGuinn des Byrds qui utilisait une 360/12, puis une 370/12, modèle identique avec un micro supplémentaire ;
- 425 : ressemblant à la série 600 par sa cresting wave, avec deux micros toaster popularisée par George Harrison aux débuts des Beatles
- 620 : initialement baptisée 625. Tom Petty pose sur la couverture de son album Damn the Torpedoes avec le prototype du modèle 12 cordes, acheté par son guitariste Mike Campbell pour la réalisation de l'album ;
- La série 400x de basses électriques, les plus connues après les Fender Precision et Jazz Bass, jouées aussi bien dans un contexte pop (Paul McCartney, 4001S) que heavy metal (Lemmy Kilmister, 4001 et 4004LK) ;
- 4080: Il s'agit d'une combinaison d'une guitare Rickenbacker 480 et d'une basse Rickenbacker 4001, formant ainsi une guitare double manche; le manche du haut étant la basse et le manche du bas la guitare.

### Les Répliques
On peut trouver des "Rickenbacker", notamment de la série 4001, dans des marques ayant copié cette série :
- Amfisound
- Aria
- Fernandes
- Ibanez
- Kasuga
- Maya
- Univox
- Greco
- Hondo (copie utilisée par Peter Hook, bassiste de Joy Division)

La réussite de la politique répressive de Rickenbacker à l'encontre des fabricants de copies, entraîne aujourd'hui une certaine rareté de ces répliques sur le marché.